# Jessica Morrison
Jessica Elizabeth Morrison OAM (* 18. Mai 1992 in Melbourne) ist eine australische Ruderin. 2019 wurde sie Weltmeisterschaftszweite im Zweier ohne Steuerfrau und im Achter. 2021 wurde sie Olympiasiegerin im Vierer ohne Steuerfrau, 2024 gewann sie Bronze im Zweier.

## Sportliche Karriere
Die aus dem Stadtteil Fitzroy stammende Jessica Morrison belegte mit dem australischen Achter den siebten Platz bei den Olympischen Spielen 2016 in Rio de Janeiro. Die Australierinnen waren für die eigentlich qualifizierten Russinnen nachgerückt, nachdem im Zuge der Veröffentlichung des McLaren-Reports über Staatsdoping in Russland nicht genügend unbelastete russische Ruderinnen für die Besetzung des Achters zur Verfügung standen.
Jessica Morrison kehrte erst 2019 ins australische Nationalteam zurück. Zusammen mit Annabelle McIntyre startete sie in zwei Bootsklassen. Im Zweier ohne Steuerfrau belegten die beiden den zweiten Platz hinter den Neuseeländerinnen Grace Prendergast und Kerri Gowler beim Weltcup in Posen und gewannen in Rotterdam vor Prendergast und Gowler. Bei den Weltmeisterschaften in Linz/Ottensheim siegten Prendergast und Gowler vor Morrison und McIntyre. Im Achter siegten die Australierinnen in Posen und belegten in Rotterdam den zweiten Platz hinter den Neuseeländerinnen. In der Besetzung Leah Saunders, Jacinta Edmunds, Bronwyn Cox, Georgina Rowe, Rosemary Popa, Annabelle McIntyre, Jessica Morrison, Molly Goodman und Steuermann James Rook gewannen die Australierinnen bei den Weltmeisterschaften Silber hinter Neuseeland und vor dem Boot aus den Vereinigten Staaten. Nach der Zwangspause wegen der COVID-19-Pandemie traten Lucy Stephan, Rosemary Popa, Jessica Morrison und Annabelle McIntyre bei den Olympischen Spielen in Tokio im Vierer ohne Steuerfrau an und gewannen den Titel mit 0,34 Sekunden Vorsprung auf die Niederländerinnen. Tags darauf belegten Morrison und McIntyre den siebten Platz im Zweier. Zwei Jahre später gewannen Morrison und McIntyre zwei Weltcupregatten im Zweier. Bei den Weltmeisterschaften 2023 in Belgrad wurden sie Zweite hinter der Crew aus den Niederlanden. 2024 bei den Olympischen Spielen in Paris siegten die Niederländerinnen mit über vier Sekunden Vorsprung vor den Rumäninnen, eine halbe Sekunde dahinter ruderten Morrison und McIntyre zu Bronze.
Die etwa 1,79 m große Jessica Morrison startet für den Mercantile Rowing Club.
Für ihre Verdienste um den Sport als Goldmedaillengewinnerin bei den Olympischen Spielen 2020 in Tokio wurde sie 2022 mit der Medaille des Order of Australia ausgezeichnet.